# Wohnhaus Poststraße 28
Das Wohnhaus Poststraße 28 in der niedersächsischen Samtgemeinde Land Hadeln, Gemeinde Neuhaus, im Landkreis Cuxhaven, stammt vom Anfang des 19. Jahrhunderts. Aktuell (2024) wird es als Wohnhaus genutzt.
Das Gebäude steht unter Denkmalschutz (siehe auch Liste der Baudenkmale in Neuhaus (Oste)).

## Geschichte
Die Besiedelung des Ortes fand um 1000 nach Christus auf den Wurten rund um die Aue, Oste und Elbe statt.
Das eingeschossige giebelständige Gebäude in Fachwerk mit Steinausfachungen und mit ziegelgedecktem Satteldach stammt von um 1800. In dem oberen vorspringenden Giebeldreieck der Rückseite in Fachwerk ist es regionaltypisch senkrecht verbrettert. Das Haus wurde 1955 zur Straßenseite vor einem Fachwerkgerüst in Backstein erneuert.
Das Haus wurde umgebaut mit einer zwischenzeitlichen Ladennutzung.
Das Landesdenkmalamt befand u. a.: „… typischer giebelständiger Bau  …“